# Periclimenes anacanthus
Periclimenes anacanthus är en kräftdjursart som beskrevs av Bruce 1988. Periclimenes anacanthus ingår i släktet Periclimenes och familjen Palaemonidae. Inga underarter finns listade i Catalogue of Life.